# Natuurkundige Commissie voor Nederlands-Indië

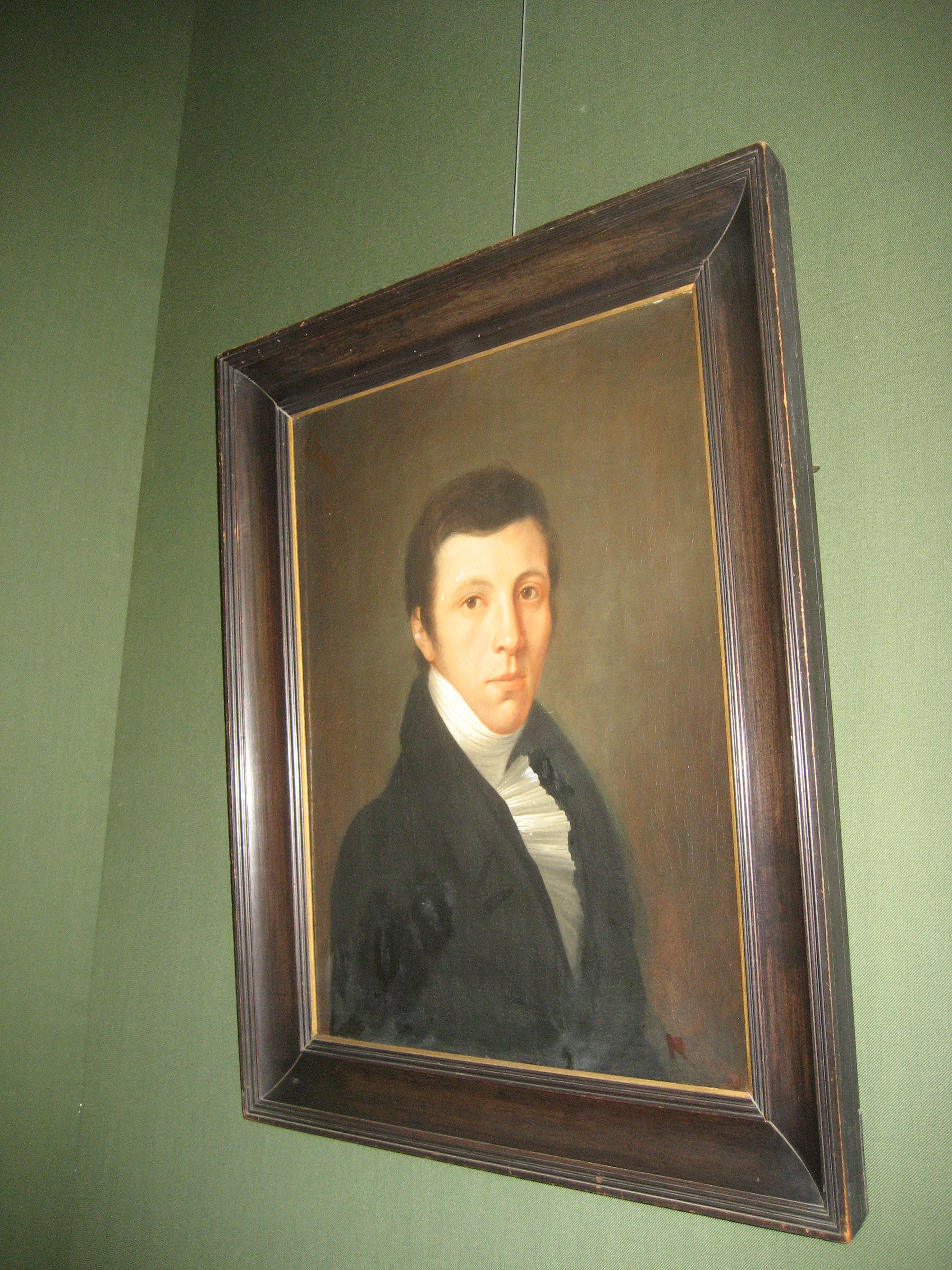
Heinrich Boie

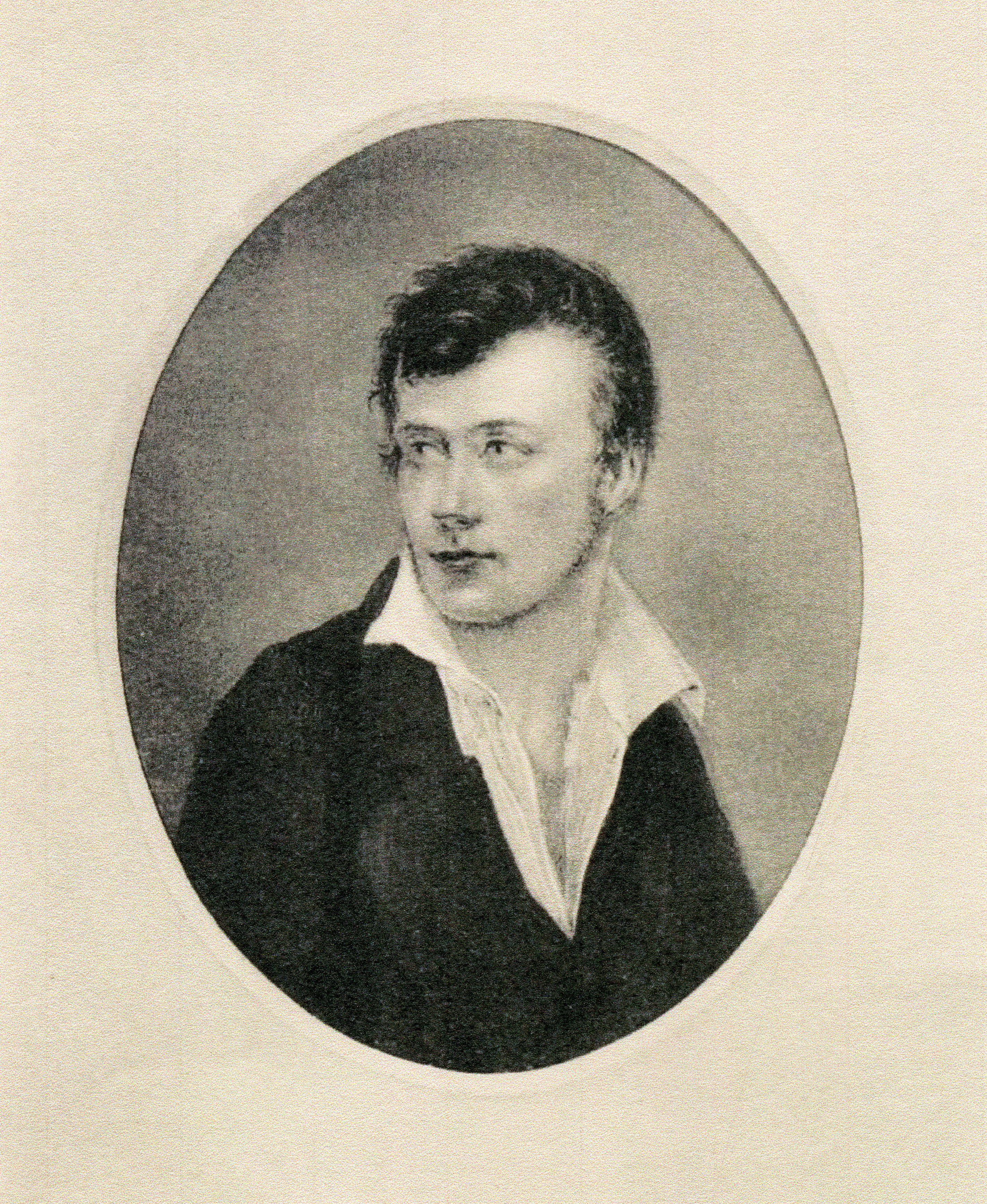
Johan Conrad van Hasselt

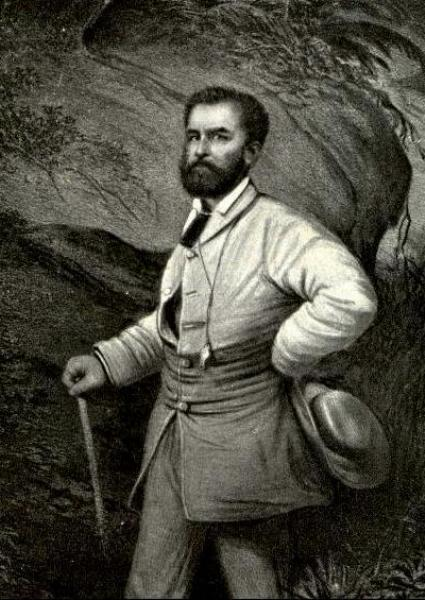
Franz Junghuhn

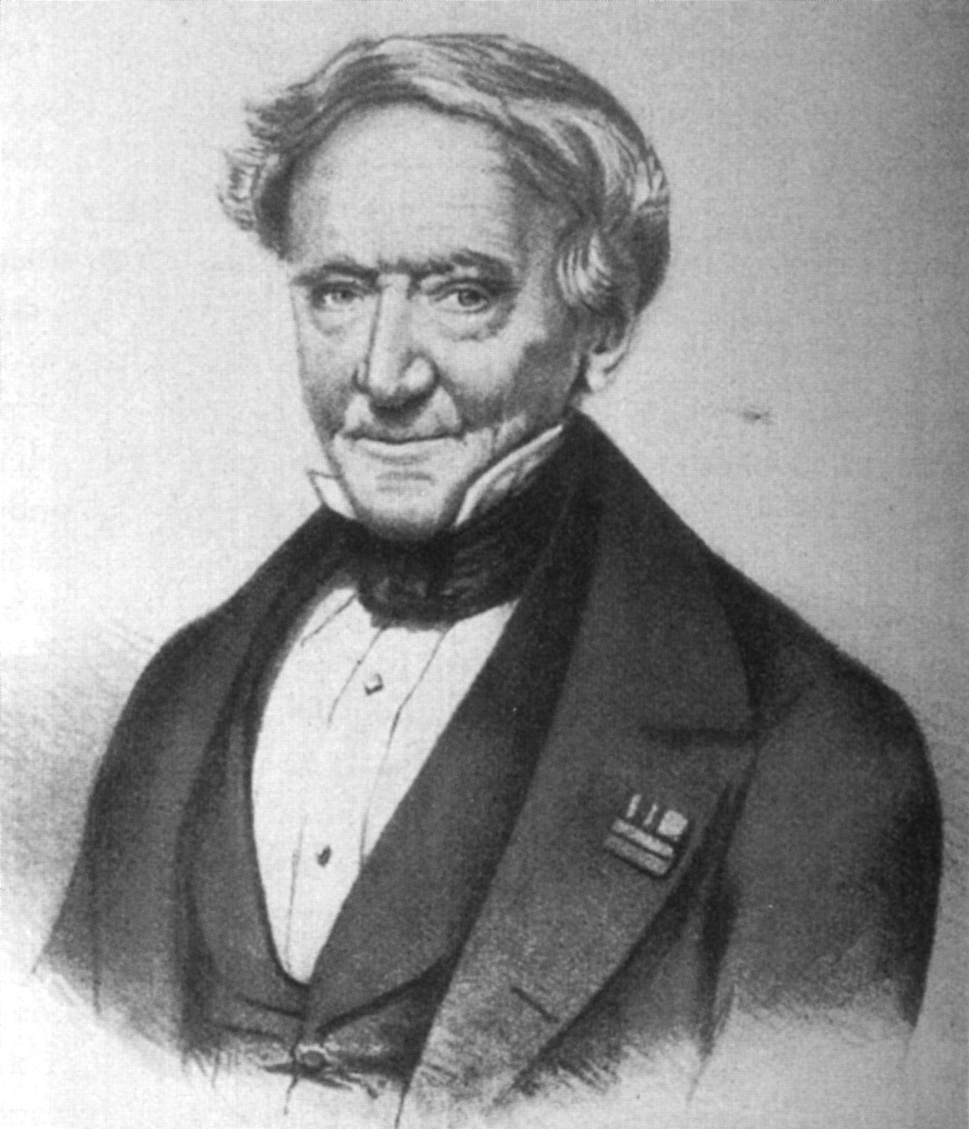
Coenraad Jacob Temminck

De Natuurkundige Commissie voor Nederlandsch-Indië (1820-1850) was een commissie bedoeld ter ondersteuning van de ontginning van de Nederlandse kolonie Nederlands-Indië. De commissie werd in 1820 opgericht door koning Willem I. Er moest niet alleen gezocht worden naar delfstoffen, maar de Commissie diende ook de plaatselijke flora en fauna in kaart te brengen. De standplaats van de commissie was 's Lands Plantentuin in Buitenzorg (het huidige Bogor). 
De Natuurkundige Commissie was dertig jaar actief, telkens in een andere samenstelling. Uiteindelijk zijn achttien wetenschappers vanuit Nederland uitgezonden naar Nederlands-Indië, waaronder zoölogen, botanici, geologen, maar ook professionele tekenaars en preparateurs. Twaalf van hen overleden in Nederlands-Indië. Er werden verscheidene expedities ondernomen, onder andere de expeditie naar Nieuw-Guinea in 1828 en expedities naar Borneo en Timor.
De inspanningen van de commissieleden resulteerden in het bijeenbrengen van een uiterst waardevolle natuurwetenschappelijke verzameling en een aantal indrukwekkende publicaties. In de periode 1839-1847 werden de Verhandelingen over de natuurlijke geschiedenis der Nederlandsche Overzeesche bezittingen uitgegeven. Na de opheffing van de Natuurkundige Commissie in 1850 kwamen deze publicaties, de verzamelde voorwerpen, objecten, dagboeken, tekeningen, correspondentie, aantekeningen en verzendlijsten terecht bij het Rijksmuseum van Natuurlijke Historie, de voorganger van Naturalis.

## Leden
wetenschappers
- Heinrich Boie (1826-1827), zoöloog;
- Heinrich Bürger, bioloog;
- Pierre-Médard Diard (1828-1841), zoöloog;[3]
- Eltio Alegondus Forsten (1838-1843), ornitholoog;
- Johan Conrad van Hasselt (1820-1823), zoöloog;[4]
- Ludwig Horner (1835-1838), geoloog;[5]
- Franz Junghuhn (1845-1848), landmeter, geoloog, bioloog;
- Pieter Willem Korthals (1831-1836), botanicus;[6]
- Heinrich Kuhl (1820-1821), zoöloog;
- Heinrich Christian Macklot (1826-1832), zoöloog;[7][8]
- Salomon Müller (1826-1836), zoöloog, botanicus;[9]
- Gerrit van Raalten (1820-1829), preparateur;
- Carl Anton Schwaner (1842-1851), zoöloog, etnograaf, geoloog;[10]
- Alexander Zippelius (1797-1827), botanicus.[11]

tekenaars en preparateurs
- Adrianus Johannes Bik (1821-1822), tekenaar
- Jannus Theodorus Bik (1821-1822), broer van Adrianus Johannes Bik, tekenaar
- H. von Gaffron (1840-?)
- Jan Gaykema Jacobsz. (1839-1842), tekenaar
- D.H.R. van Gelder (1831-1838)
- Gerrit Laurens Keultjes (1820-1821)
- Pieter van Oort (1826-1834)[12][13]
- B.N. Overdijk (1831-1838)

redactieraad Verhandelingen
- Carl Ludwig Blume[14]
- Caspar Georg Carl Reinwardt[15]
- Coenraad Jacob Temminck

## Collectie Natuurkundige Commissie

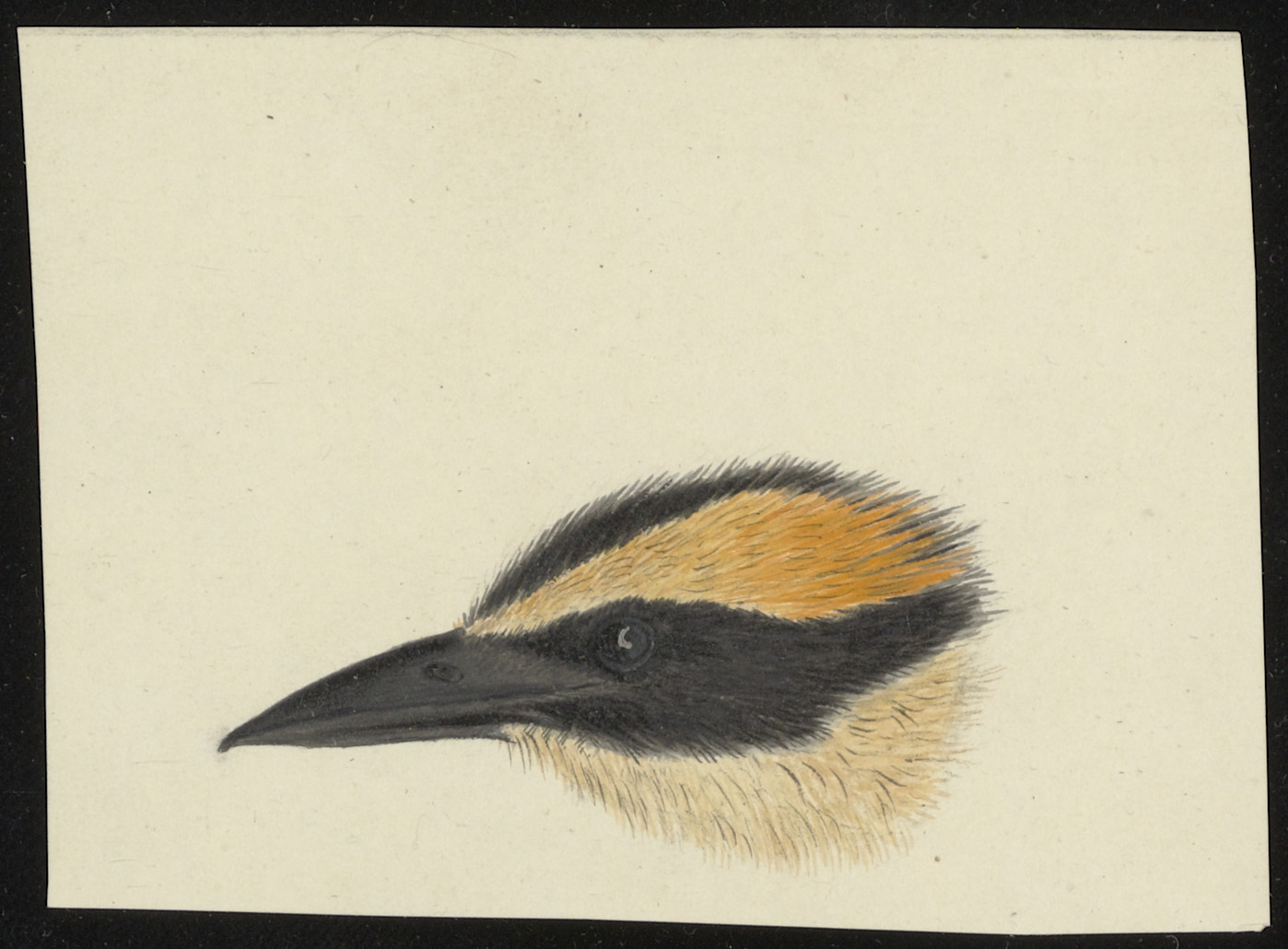
Vogelsoort?
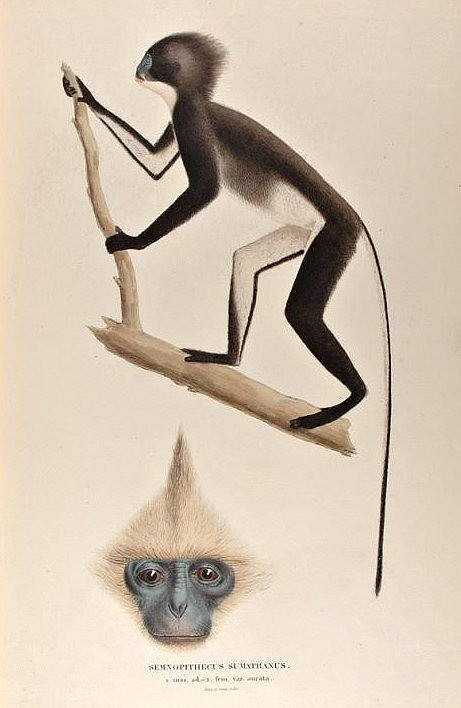
Zwartkuiflangoer Presbytis melalophos van Sumatra
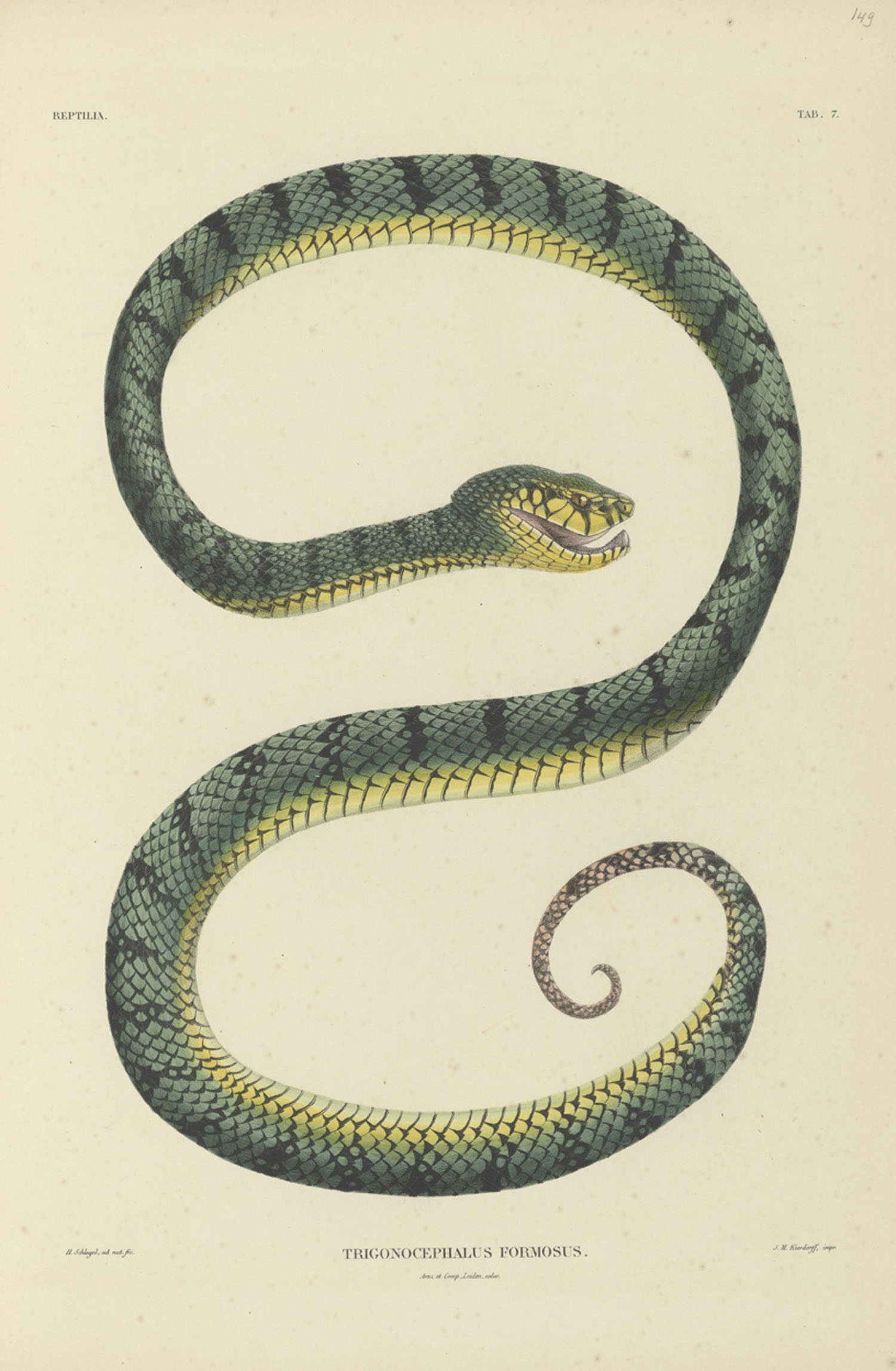
Hermann Schlegel: Lanspuntslang Trimeresurus sumatranus
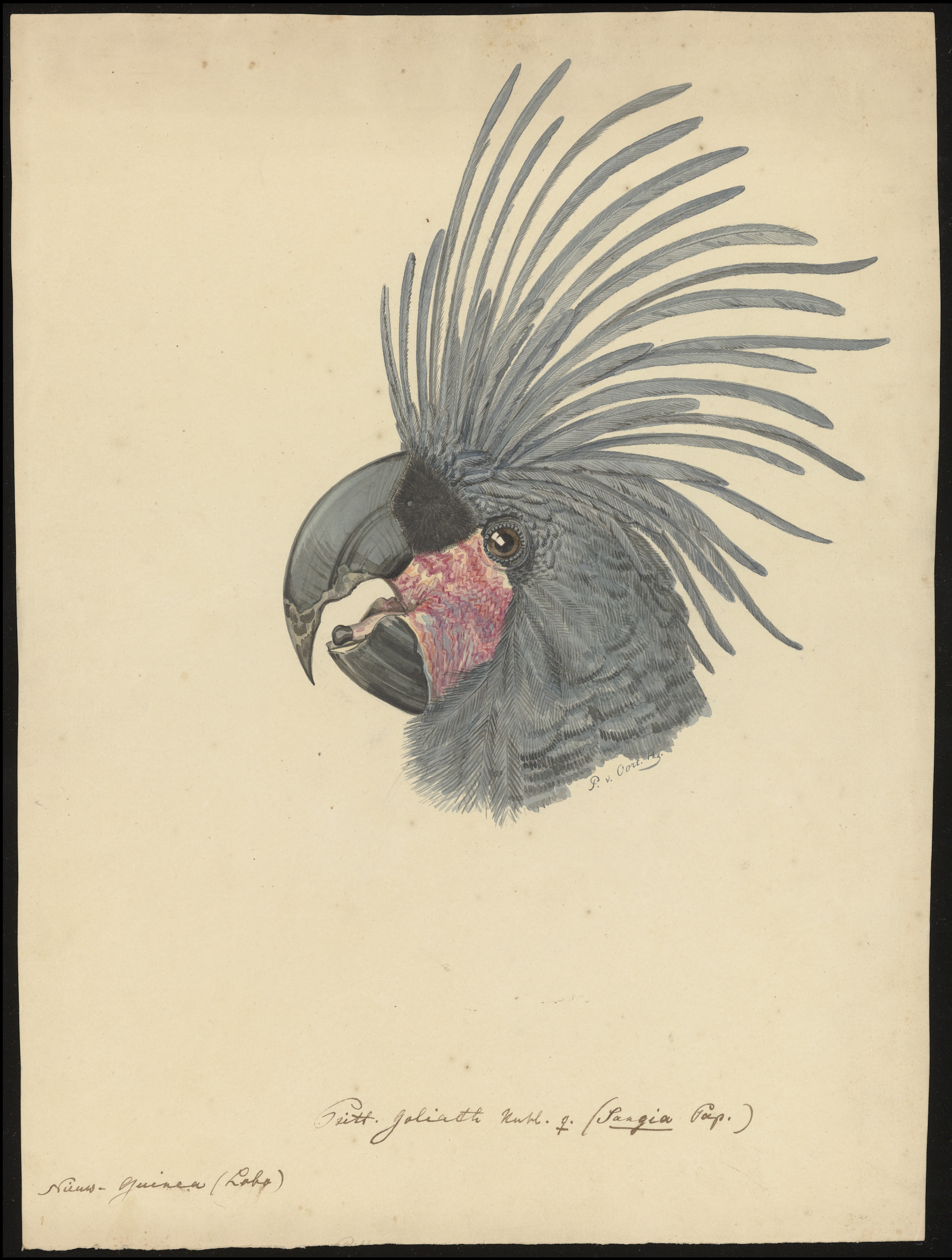
Pieter van Oort: Zwarte kaketoe Probosciger aterrimus
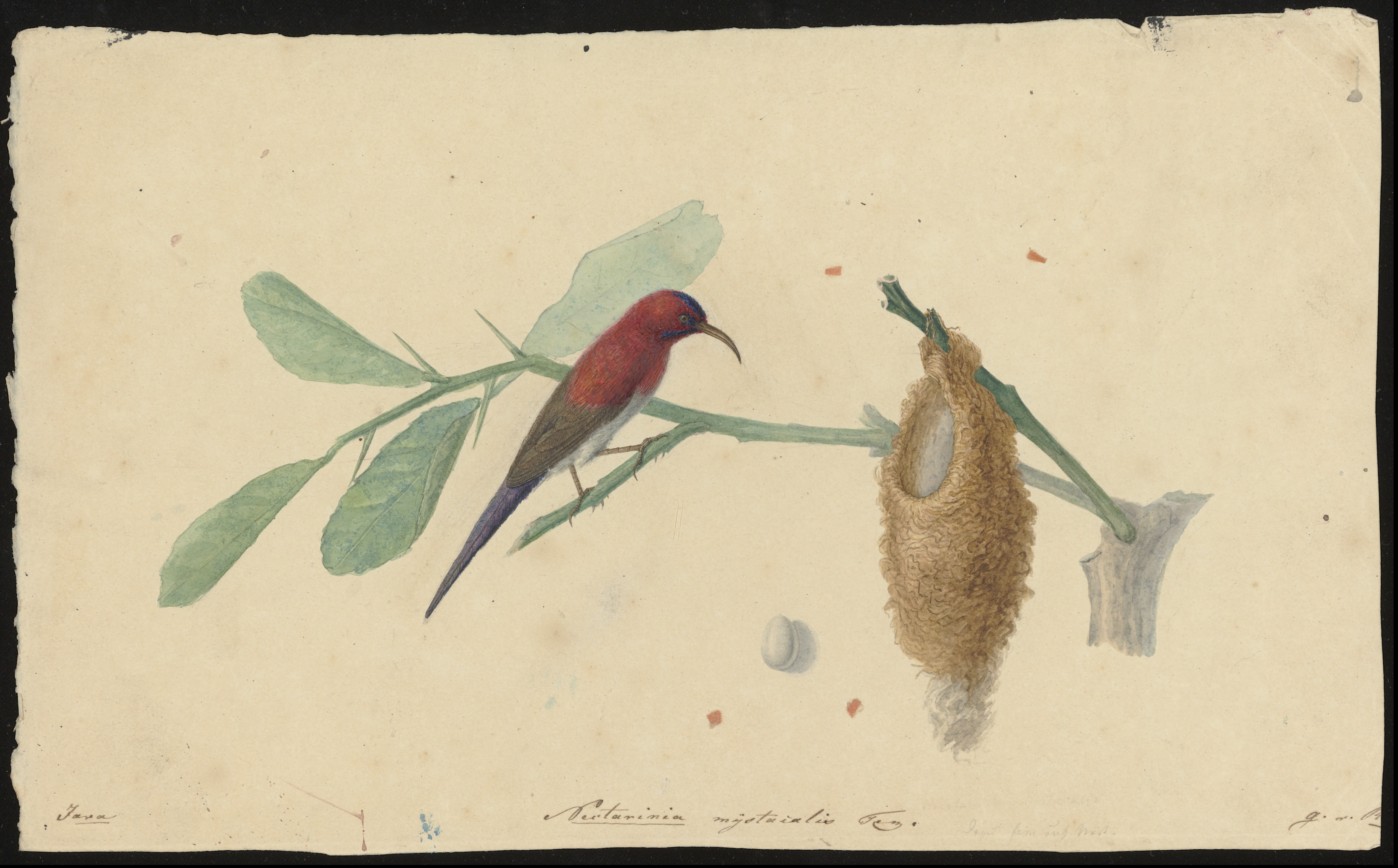
Gerrit van Raalte: soort Honingzuiger (Aethopyga siparaja, of eximia)?